# Joël Quiniou
Joël Quiniou , (født 11. juli 1950), er en tidligere fodbolddommer fra Frankrig. Han har dømt kampe i tre VM-slutspil, inklusiv bronzefinalen i Italien i 1990 mellem Italien og England. Han er den dommer som har dømt flest kampe i VM-slutspil (pr. 2006), med syv i alt.

## Links
- http://www.weltfussball.de/schiedsrichter_profil.php?id=13018 Arkiveret 29. september 2007 hos  Wayback Machine

| Biografi | Spire Denne biografi om en fodbolddommer er en spire som bør udbygges. Du er velkommen til at hjælpe Wikipedia ved at udvide den. |